# Saut en longueur féminin aux championnats du monde d'athlétisme 2017
Pour un article plus général, voir Championnats du monde d'athlétisme 2017.
Navigation
Pékin 2015 Doha 2019
L'épreuve du saut en longueur féminin des championnats du monde de 2017 se déroule les 9 et 11 août 2017 dans le Stade olympique de Londres, au Royaume-Uni. Elle est remportée par l'Américaine Brittney Reese.

## Critères de qualification
Pour se qualifier pour les championnats, il faut avoir réalisé 6,75 m ou plus entre le 1er octobre 2016 et le 23 juillet 2017.

## Médaillées
| Or             | Argent         | Bronze            |
| Brittney Reese | Darya Klishina | Tianna Bartoletta |

## Résultats

### Finale
| Rang               | Athlète             | Pays                       | Essais | Essais | Essais | Essais | Essais | Essais | Marque | Notes |
| Rang               | Athlète             | Pays                       | 1      | 2      | 3      | 4      | 5      | 6      | Marque | Notes |
| ------------------ | ------------------- | -------------------------- | ------ | ------ | ------ | ------ | ------ | ------ | ------ | ----- |
| Médaille d'or      | Brittney Reese      | États-Unis                 | 6.75   | x      | 7.02   | x      | x      | x      | 7.02   |       |
| Médaille d'argent  | Darya Klishina      | Athlètes neutres autorisés | 6.78   | 6.88   | x      | 6.91   | 7.00   | 6.83   | 7.00   | SB    |
| Médaille de bronze | Tianna Bartoletta   | États-Unis                 | 6.56   | 6.60   | x      | 6.64   | 6.88   | 6.97   | 6.97   |       |
| 4                  | Ivana Španović      | Serbie                     | x      | 6.96   | 6.77   | x      | x      | 6.91   | 6.96   |       |
| 5                  | Lorraine Ugen       | Royaume-Uni                | x      | x      | 6.72   | x      | x      | 6.40   | 6.72   |       |
| 6                  | Brooke Stratton     | Australie                  | 6.27   | 6.54   | 6.67   | 6.55   | 6.67   | 6.64   | 6.67   |       |
| 7                  | Chantel Malone      | Îles Vierges britanniques  | 6.52   | 6.44   | 6.57   | x      | x      | 6.52   | 6.57   |       |
| 8                  | Blessing Okagbare   | Nigeria                    | 6.40   | 6.55   | 6.47   | 6.49   | x      | 6.31   | 6.55   |       |
| 9                  | Lauma Grīva         | Lettonie                   | 6.54   | x      | 6.42   |        |        |        | 6.54   |       |
| 10                 | Claudia Salman-Rath | Allemagne                  | 6.39   | 6.29   | 6.54   |        |        |        | 6.54   |       |
| 11                 | Eliane Martins      | Brésil                     | 6.52   | x      | x      |        |        |        | 6.52   |       |
| 12                 | Alina Rotaru        | Roumanie                   | 6.29   | 6.20   | 6.46   |        |        |        | 6.46   |       |

### Qualification
Qualification : 6,75 m (Q) ou les 12 meilleures performeuses (q) se qualifient pour la finale.
| Rang | Groupe | Nom                 | Nationalité                | Saut   | Saut   | Saut   | Marque | Notes |
| Rang | Groupe | Nom                 | Nationalité                | 1      | 2      | 3      | Marque | Notes |
| ---- | ------ | ------------------- | -------------------------- | ------ | ------ | ------ | ------ | ----- |
| 1    | A      | Darya Klishina      | Athlètes Neutres Autorisés | 6,51 m | 6,66 m | x      | 6,66 m | q     |
| 2    | A      | Tianna Bartoletta   | États-Unis                 | 6,64 m | x      | 6,48 m | 6,64 m | q     |
| 3    | B      | Lorraine Ugen       | Royaume-Uni                | 6,63 m | x      | x      | 6,63 m | q     |
| 4    | A      | Ivana Španović      | Serbie                     | 6,62 m | r      |        | 6,62 m | q     |
| 5    | A      | Lauma Grīva         | Lettonie                   | 6,50 m | 6,58 m | -      | 6,58 m | q     |
| 6    | A      | Claudia Salman-Rath | Allemagne                  | x      | 6,42 m | 6,52 m | 6,52 m | q     |
| 7    | A      | Chantel Malone      | Îles Vierges britanniques  | 6,52 m | x      | x      | 6,52 m | q     |
| 8    | B      | Blessing Okagbare   | Nigeria                    | 6,21 m | 6,51 m | x      | 6,51 m | q     |
| 9    | B      | Brittney Reese      | États-Unis                 | 6,50 m | 6,46 m | 6,47 m | 6,50 m | q     |
| 10   | A      | Alina Rotaru        | Roumanie                   | 6,23 m | 6,50 m | 6,45 m | 6,50 m | q     |
| 11   | B      | Brooke Stratton     | Australie                  | 6,43 m | 6,46 m | 6,43 m | 6,46 m | q     |
| 12   | B      | Eliane Martins      | Brésil                     | 6,46 m | 6,41 m | x      | 6,46 m | q     |
| 13   | A      | Shara Proctor       | Royaume-Uni                | 6,07 m | 6,26 m | 6,45 m | 6,45 m |       |
| 14   | A      | Quanesha Burks      | États-Unis                 | 6,12 m | 6,04 m | 6,44 m | 6,44 m |       |
| 15   | B      | Nektaria Panagi     | Chypre                     | 6,43 m | 6,29 m | 6,33 m | 6,43 m |       |
| 16   | B      | Khaddi Sagnia       | Suède                      | x      | x      | 6,42 m | 6,42 m |       |
| 17   | A      | Ese Brume           | Nigeria                    | 6,16 m | 6,29 m | 6,38 m | 6,38 m |       |
| 18   | A      | Maryna Bekh         | Ukraine                    | 6,35 m | 6,36 m | 6,33 m | 6,36 m |       |
| 19   | B      | Christabel Nettey   | Canada                     | 6,36 m | 6,20 m | 6,15 m | 6,36 m |       |
| 20   | A      | Jazmin Sawyers      | Royaume-Uni                | 6,17 m | 5,98 m | 6,34 m | 6,34 m |       |
| 21   | B      | Shakeelah Saunders  | États-Unis                 | 6,25 m | 6,32 m | 6,24 m | 6,32 m |       |
| 22   | A      | Naa Anang           | Australie                  | 6,22 m | 5,07 m | 6,27 m | 6,27 m |       |
| 23   | B      | Alexandra Wester    | Allemagne                  | x      | 5,95 m | 6,27 m | 6,27 m |       |
| 24   | B      | Laura Strati        | Italie                     | 6,21 m | x      | 6,19 m | 6,21 m |       |
| 25   | A      | Ksenija Balta       | Estonie                    | x      | 5,81 m | 6,15 m | 6,15 m |       |
| 26   | B      | Cháido Alexoúli     | Grèce                      | x      | 5,94 m | x      | 5,94 m |       |
| 27   | B      | Angela Morosanu     | Roumanie                   | 5,79 m | 5,39 m | 5,92 m | 5,92 m |       |
| 28   | B      | Bianca Stuart       | Bahamas                    | 4,25 m | x      | 5,91 m | 5,91 m |       |
| 29   | B      | Jessamyn Sauceda    | Mexique                    | 5,61 m | 5,42 m | 5,46 m | 5,61 m |       |
| 30   | A      | Rellie Kaputin      | Papouasie-Nouvelle-Guinée  | x      | 5,59 m | x      | 5,59 m |       |

## Légende
Records et Performances
- AR : Record continental (area record)
- CR : Record des championnats (championship record)
- MR : Record du meeting (meet record)
- NR : Record national (national record)
- OR : Record olympique (olympic record)
- PR : Record paralympique (paralympic record)
- PB : Record personnel (personal best)
- SB : Meilleure performance personnelle de la saison (season's best)
- WL : Meilleure performance mondiale de l'année (world leader)
- WJR : Record du monde junior (world junior record)
- WR : Record du monde (world record)

Circonstances et Conditions
- DNF : N'a pas terminé (did not finish)
- DNS : N'a pas pris le départ (did not start)
- DQ : Disqualification (disqualification)
- NM : Aucun essai valable enregistré (No Mark)
- Q : Qualifié « directement » au prochain tour (ou à la prochaine compétition), lors d'une compétition majeure, grâce au classement ou à la réalisation des minima (automatic qualifier)
- q : Qualifié au prochain tour (ou à la prochaine compétition), lors d'une compétition majeure, grâce au repêchage ou à la réalisation de l'une des meilleures performances parmi celles des « non qualifiés directement » (grâce au meilleur temps ou à la meilleure distance par exemple) (secondary qualifier)